# Zelda
Zelda, celým jménem Zelda Šneurson Miškovská. (20. června 1914 – 30. dubna 1984), anglickým přepisem Zelda Schneersohn Mishkovsky, (hebrejsky זלדה שניאורסון-מישקובסקי), byla izraelská básnířka.

## Biografie
Zelda se narodila v Černigovu[zdroj?] na Ukrajině, jako dcera Šoloma Šloma a Rachel Schneersohnových. Její otec byl prapravnukem třetího lubavičského Rebeho, Menachema Mendla Schneersohna, také známého jako "Cemach Cedek". Její matka Rachel Hen byla potomkem sefardské rodiny Hen-Gracian, jejíž původ sahal do 11. století do Barcelony.
Roku 1926 se rodina usadila v Jeruzalémě, kde Zelda vystudovala Teachers' College, založenou náboženským hnutím Mizrachi. Po absolutoriu v roce 1932 působila v Tel Avivu, v Haifě a od roku 1935 v Jeruzalémě. Roku 1950 se provdala za Chajima Miškovského a od té doby se věnovala psaní.
 Jeden z jejích studentů, Amos Klausner (Amos Oz), napsal na její památku Příběh lásky a tmy.

## Literární činnost
„Zeldu – jak je všeobecně známá – milovali v Izraeli především světští čtenáři pro přímost, přesnost a prostotu uměleckého výrazu. Její verše jsou senzitivní, proniknuté tradičním chasidským symbolismem, přitom však srozumitelné, a přestože nevytvářejí celistvý duchovní svět, sdělují původní mystické zážitky.“

## Ceny
Zelda získala Brennerovu cenu (1971), Bialikovu cenu (1977) a Wertheimovu cenu (1982).

## Publikované sbírky
- Ha-Karmel ha-i nir'e (Neviditelný Karmel) (1971)
- Al tirchak (Nevzdaluj se) (1975)
- Halo har halo eš (Zda je to hora, zda je to oheň) (1977)
- Al ha-šoni ha-marchiv (Na rozdíl) (1981)
- Še-nivdelu mi-kol merchak (Rozdělí se z každé vzdálenosti) (1984)

## Česky vyšlo
- Písek a hvězdy. Výbor z moderní hebrejské poezie. Z hebrejských originálů přeložila Jiřina Šedinová. Mladá fronta, 1997. ISBN 80-204-0613-1.

## Bibliograpfie
- The Modern Hebrew Poem Itself (2003), ISBN 0-8143-2485-1
- Amos Oz, A Tale of Love and Darkness (2004), ISBN 0-15-100878-7